# Villaplana
Villaplana es una entidad de población española del municipio de Laspaúles, perteneciente a la provincia de Huesca, en la comunidad autónoma de Aragón. En 2023, la entidad singular de población tenía empadronados cinco habitantes.